# Changan Raeton Plus

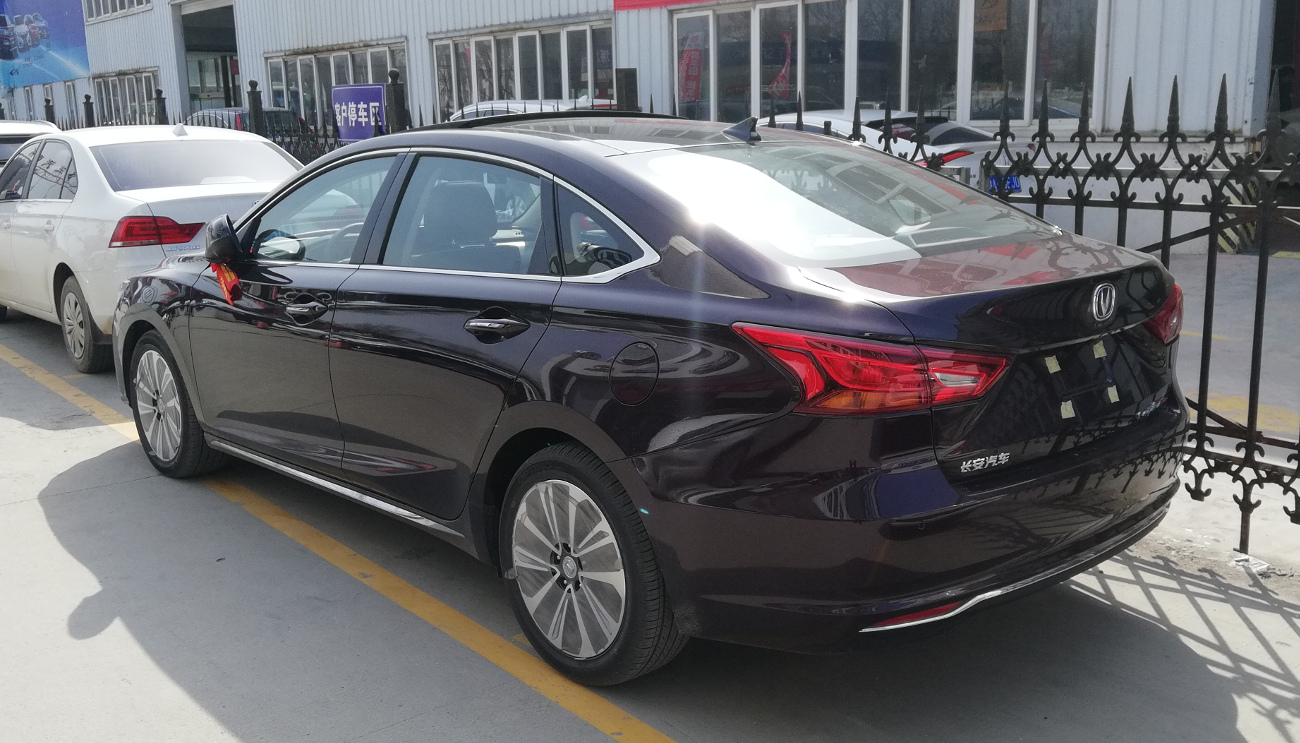
Heckansicht

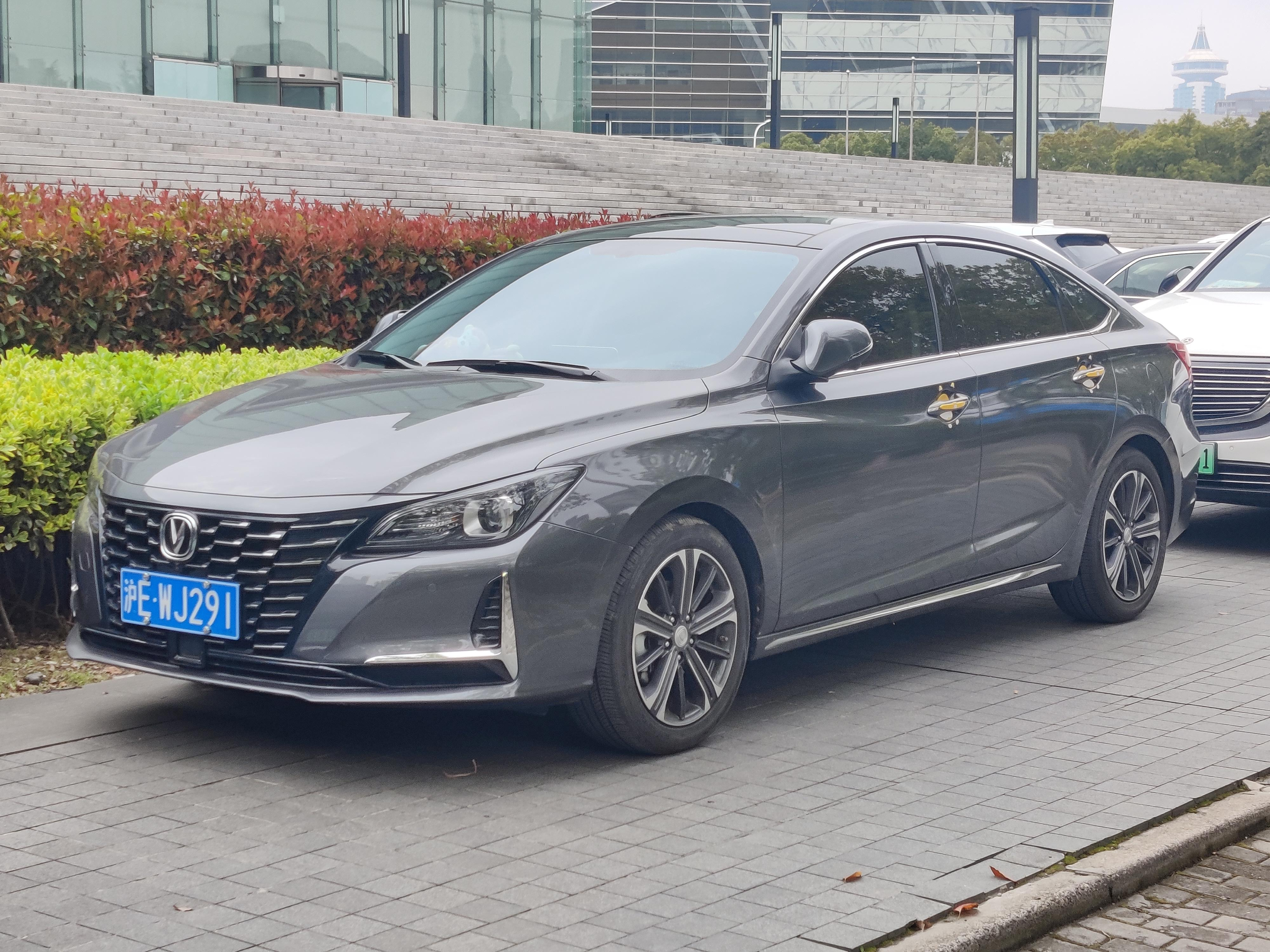
Changan Raeton CC (2019–2022)

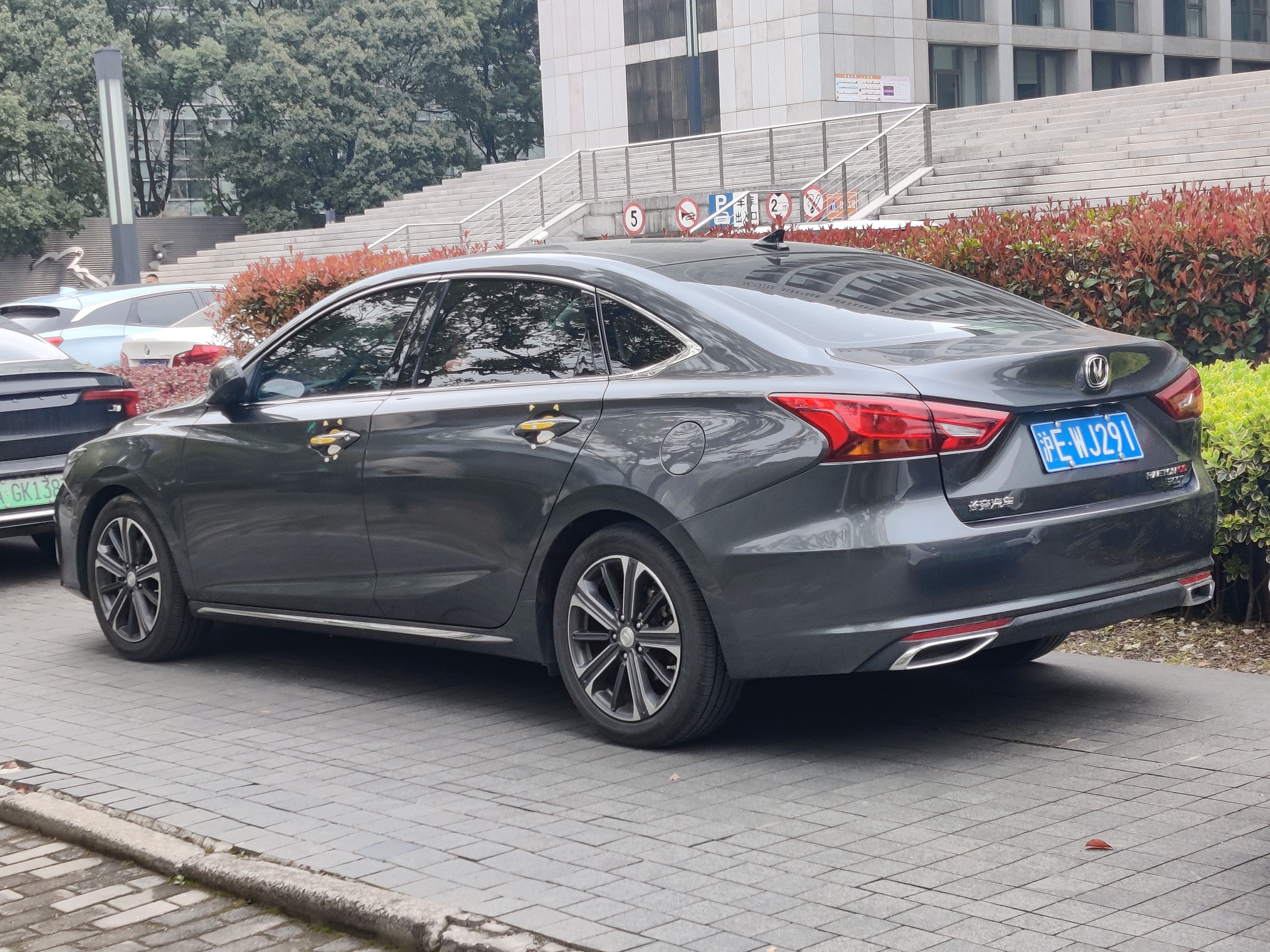
Heckansicht

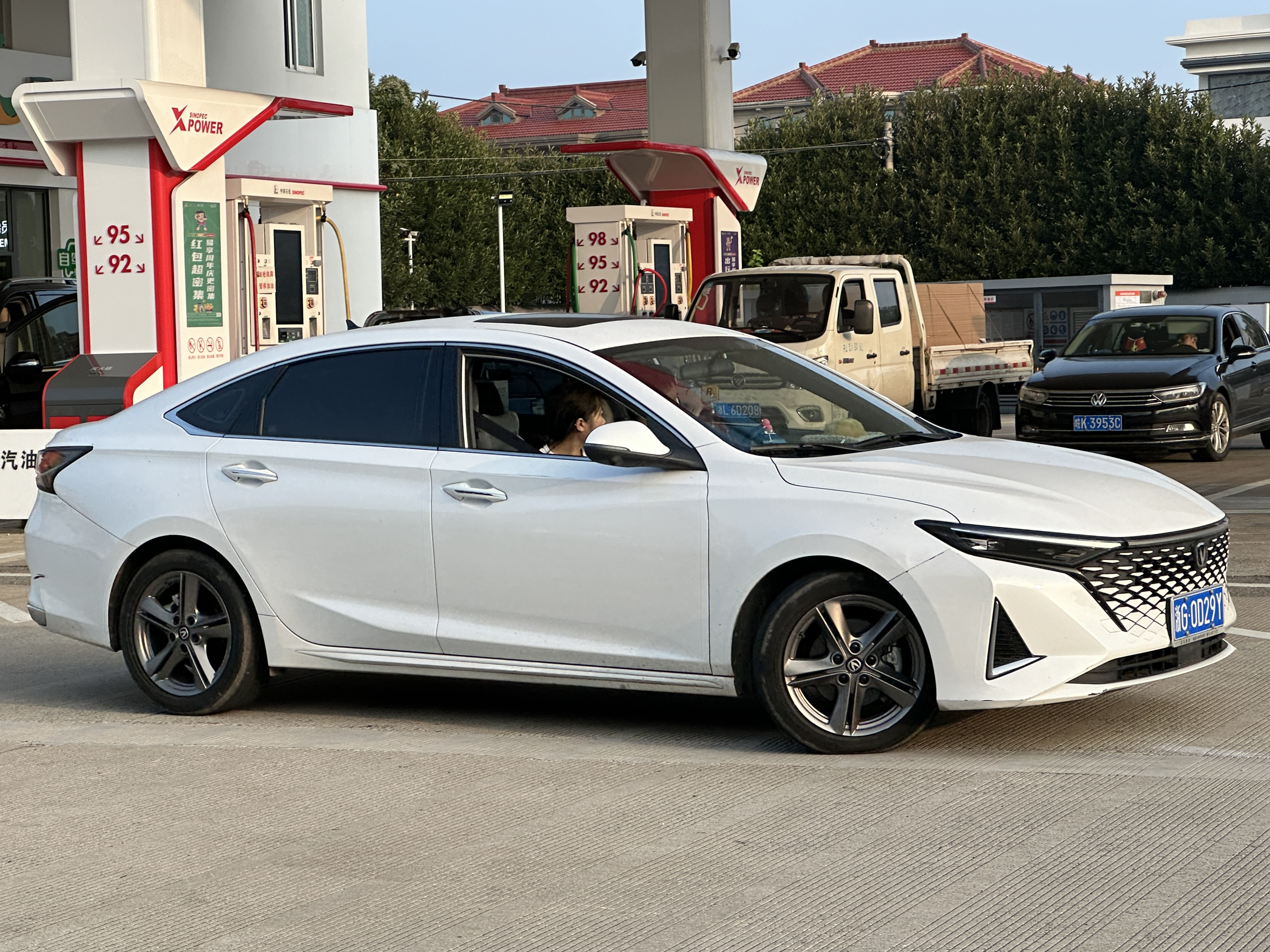
Changan Raeton Plus (seit 2022)

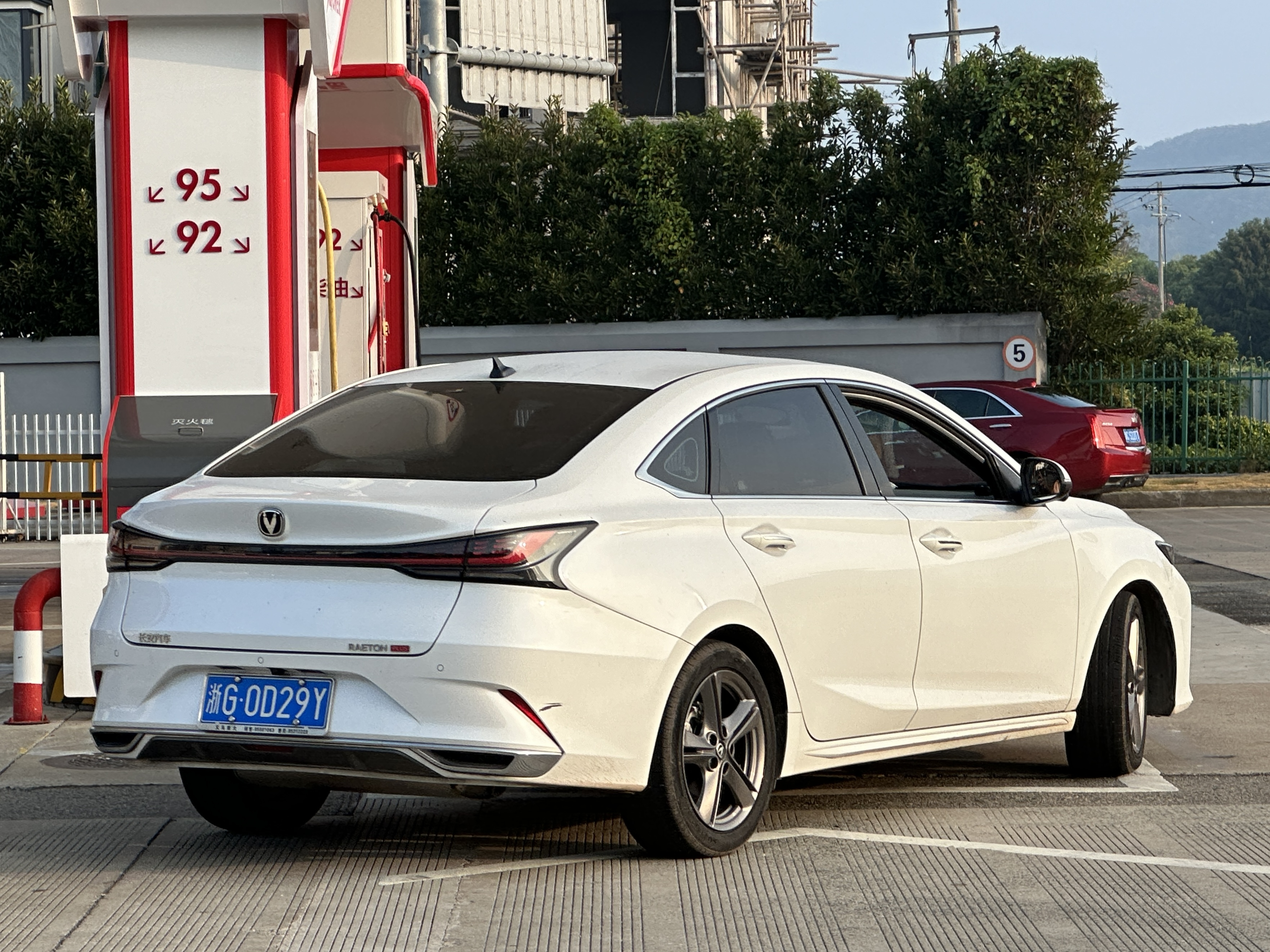
Heckansicht

Der Changan Raeton Plus (bis 2022 Changan Raeton CC) ist eine seit 2017 gebaute Limousine des chinesischen Autoherstellers Chongqing Changan Automobile Company der Marke Changan im Mittelklasse-Segment.

## Modellgeschichte
Vorgestellt wurde das Fahrzeug Ende Oktober 2017 im TMG Art Centre in Chongqing und auf der Guangzhou Auto Show 2017 formal erstmals öffentlich gezeigt. Erste Fotos und Informationen zum Fahrzeug wurden im Juni 2017 von Changan herausgegeben. Der Vorverkauf begann am 5. Dezember 2017 und es ist seit dem 20. Dezember 2017 in China erhältlich. Zwei Jahre zuvor wurde auf der Auto Shanghai 2015 ein Konzeptfahrzeug vorgestellt das ebenfalls den Namen Raeton CC trägt, von den Karosserieabmessungen jedoch ein Oberklassefahrzeug ist. Seit 18. Oktober 2019 wird das Fahrzeug mit einem Facelift angeboten. Eine weitere Überarbeitung folgte im August 2022. Fortan wird die Limousine als Raeton Plus vermarktet.
Im Mai 2024 wurde in Russland die Limousine Volga C40 präsentiert, die eine Lizenzkopie des Raeton Plus darstellt. Sie soll ein Modell zur Wiederbelebung der Marke Wolga sein.

## Technik

### Antrieb

#### Motoren
Für das Fahrzeug ist nur eine Motorvariante erhältlich: ein 1,5-Liter-Ottomotor (genauer Hubraum 1499 cm³) mit einer maximalen Leistung von 115 kW (156 PS). Das maximale Drehmoment des Motors beträgt 225 Nm. Ab Auslieferungsbeginn war der Motor nach der Abgasnorm China V zertifiziert. Der Motor wurde von Changan mit Turboaufladung und Benzindirekteinspritzung (Bezeichnung durch Changan: Blue Core) ausgerüstet. Die Ventilsteuerung enthält zwei obenliegenden Nockenwellen (Bezeichnung durch Changan: DOHC) und die Funktion einer variablen Ventilsteuerung (Bezeichnung durch Changan: VVT). Der kombinierte Kraftstoff-Normverbrauch liegt je nach Ausstattung und Getriebevariante zwischen 6,5 l/100 km und 6,7 l/100 km. Seit Juli 2019 erfüllt der Motor die Abgasnorm China VI.

#### Leistungsübertragung
Als Getriebe wird entweder ein manuell betätigtes Sechsgang-Schaltgetriebe oder ein Sechsstufen-Automatikgetriebe eingebaut, das von Aisin zugeliefert wird. Die Motorleistung wird an die Vorderräder übertragen.

#### Fahrleistungen
Mit den angebotenen Motor- und Getriebekombinationen erreicht das Fahrzeug eine Höchstgeschwindigkeit von 200 km/h und beschleunigt in 11,4 s von 0 auf 100 km/h.

### Karosserie
Die Ursprungsversion des Fahrzeugs ist außen 4780 mm lang, 1825 mm breit und 1465 mm hoch. Der Radstand der viertürigen Limousine beträgt 2770 mm. Der Kraftstofftank hat ein Fassungsvermögen von 62 l. Das Leergewicht beträgt zwischen 1425 kg und 1490 kg. Die Karosserie besteht zu 56 % aus hochfesten Stählen. Mit dem Facelift und den dabei veränderten Stoßfängern erhöht sich die Außenlänge um 20 mm; sie beträgt jetzt 4800 mm. Die restlichen Außenmaße bleiben gleich wie beim seit 2017 angebotenen Fahrzeug. Ebenso verspricht der Hersteller das NVH-Verhalten verbessert zu haben.

### Fahrwerk
An der Vorderachse ist das Fahrzeug mit MacPherson-Federbeinen ausgerüstet, an der Hinterachse mit einer Mehrlenker-Aufhängung. Je nach Ausstattungsvariante hat das Fahrzeug entweder Räder mit den Reifenbezeichnungen 205/60 R16 oder 215/50 R17; die Spurweite vorn ist 1568–1580 mm und die Spurweite hinten liegt zwischen 1583 mm und 1595 mm.

#### Bremsanlage
Scheibenbremsen werden rundum verwendet. Ausgeführt sind sie als innenbelüftete Bremsscheiben an der Vorderachse und Bremsscheiben aus Vollmaterial an der Hinterachse. Die Feststellbremse des Fahrzeugs wird elektrisch betätigt (Bezeichnung durch Changan: EPB) und hat einen Berganfahrassistent (Bezeichnung durch Changan: Auto Hold).

### Sicherheit
Das Fahrzeug hat sechs Airbags und Gurtstraffer an den Vordersitzen. Sowohl die Frontscheinwerfer als auch die Rückleuchten sind in LED-Technik ausgeführt.
Beim im Jahr 2018 durch C-NCAP durchgeführten Crashtest erhielt das Fahrzeug eine Gesamtwertung von 86,9 % und wurde mit fünf Sternen bewertet. Die Gesamtwertung setzt sich aus den drei gewichteten Einzelwertungen: Insassensicherheit mit 65,18 %, Fußgängersicherheit mit 10,17 % und aktive Sicherheit mit 11,52 % zusammen.

#### Assistenzsysteme
Das Fahrzeug ist mit einer elektromechanischen (Servo-)Lenkung ausgestattet (Bezeichnung durch Changan: EPS), die in drei verschiedenen Unterstützungsstufen arbeiten kann. Alle vier Räder werden durch ein Reifendruckkontrollsystem überwacht. Zudem sind vier Weitwinkelkameras an der Fahrzeugaußenseite erhältlich. Sie ermöglichen die Erstellung einer 360°-Ansicht der Fahrzeugumgebung im Bildschirm des Infotainmentsystems. Neben den in den 2010er-Jahren standardmäßig eingebauten Assistenzsystemen Bremskraftverstärker, Antiblockiersystem, Fahrdynamikregelung,  Antriebsschlupfregelung und Elektronische Bremskraftverteilung sind eine adaptive Geschwindigkeitsregelanlage, ein Spurverlassenswarnungssystem, ein Ausweichassistenzsystem und ein Notbremsassistent erhältlich.

## Technische Daten
Quellen:

### Motor
| Modell         | Motorart  | Motorbauart | Motorcode | Hubraum  | max. Leistung                  | max. Drehmoment            | Bauzeit         |
| -------------- | --------- | ----------- | --------- | -------- | ------------------------------ | -------------------------- | --------------- |
| Raeton CC      | Ottomotor | R4          | JL476ZQCD | 1499 cm³ | 115 kW (156 PS) bei 5500 min−1 | 225 Nm bei 2000–4000 min−1 | 12/2017–08/2020 |
| Raeton CC 1.5T | Ottomotor | R4          |           | 1494 cm³ | 132 kW (179 PS) bei 5500 min−1 | 300 Nm bei 1250–3500 min−1 | 08/2020–09/2021 |
| Raeton CC 1.5T | Ottomotor | R4          |           | 1494 cm³ | 138 kW (188 PS) bei 5500 min−1 | 300 Nm bei 1500–4000 min−1 | seit 09/2021    |

| Modell         | Motorart  | Leistung | Bauzeit         | Motoraufladung | Gemischaufbereitung      | Ventilsteuerung | Ventile pro Zylinder | variable Ventilsteuerung |
| -------------- | --------- | -------- | --------------- | -------------- | ------------------------ | --------------- | -------------------- | ------------------------ |
| Raeton CC      | Ottomotor | 115 kW   | 12/2017–08/2020 | Turbolader     | Benzindirekteinspritzung | DOHC            | 4                    | ja                       |
| Raeton CC 1.5T | Ottomotor | 132 kW   | 08/2020–09/2021 | Turbolader     | Benzindirekteinspritzung | DOHC            | 4                    | ja                       |
| Raeton CC 1.5T | Ottomotor | 138 kW   | seit 09/2021    | Turbolader     | Benzindirekteinspritzung | DOHC            | 4                    | ja                       |

### Messwerte
| Modell         | Motorart  | Leistung | Bauzeit         | Kraftstoffverbrauch, kombiniert | Abgasnachbehandlung | Abgasnorm              | Höchstgeschwindigkeit | Beschleunigung, 0–100 km/h |
| -------------- | --------- | -------- | --------------- | ------------------------------- | ------------------- | ---------------------- | --------------------- | -------------------------- |
| Raeton CC      | Ottomotor | 115 kW   | 12/2017–08/2020 | 6,5–6,7 l/100 km                | Katalysator         | China V / China VI (1) | 200 km/h              | 11,4 s                     |
| Raeton CC 1.5T | Ottomotor | 132 kW   | 08/2020–09/2021 | 6,2 l/100 km                    | Katalysator         | China VI               | 210 km/h              | k. A.                      |
| Raeton CC 1.5T | Ottomotor | 138 kW   | seit 09/2021    | 6,0 l/100 km                    | Katalysator         | China VI               | 210 km/h              | k. A.                      |

### Antriebsstrang
| Modell         | Motorart  | Leistung | Bauzeit         | Antriebsart, Serie | Antriebsart, Option | Getriebe, Serie                  | Getriebe, Option           |
| -------------- | --------- | -------- | --------------- | ------------------ | ------------------- | -------------------------------- | -------------------------- |
| Raeton CC      | Ottomotor | 115 kW   | 12/2017–08/2020 | Vorderradantrieb   | —                   | 6-Gang-Schaltgetriebe            | 6-Stufen-Automatikgetriebe |
| Raeton CC 1.5T | Ottomotor | 132 kW   | 08/2020–09/2021 | Vorderradantrieb   | —                   | 7-Stufen-Doppelkupplungsgetriebe | —                          |
| Raeton CC 1.5T | Ottomotor | 138 kW   | seit 09/2021    | Vorderradantrieb   | —                   | 7-Stufen-Doppelkupplungsgetriebe | —                          |

### Karosserie
| Modell         | Motorart  | Leistung | Bauzeit         | (Außen-) Länge × Breite × Höhe   | Radstand | Leergewicht  | Kofferrauminhalt | Tankinhalt |
| -------------- | --------- | -------- | --------------- | -------------------------------- | -------- | ------------ | ---------------- | ---------- |
| Raeton CC      | Ottomotor | 115 kW   | 12/2017–10/2019 | 4780 mm × 1825 mm × 1465 mm      | 2770 mm  | 1425–1490 kg | 520 l            | 62 l       |
| Raeton CC      | Ottomotor | 115 kW   | 10/2019–08/2020 | 4800 mm × 1825 mm × 1465 mm      | 2770 mm  | 1435–1490 kg | 520 l            | 62 l       |
| Raeton CC 1.5T | Ottomotor | 132 kW   | 08/2020–09/2021 | 4800 mm × 1825 mm × 1465 mm      | 2770 mm  | 1420–1460 kg | 520 l            | 62 l       |
| Raeton CC 1.5T | Ottomotor | 138 kW   | seit 09/2021    | 4800 mm × 1825 mm × 1465–1480 mm | 2770 mm  | 1420–1470 kg | 520 l            | 62 l       |

### Fahrwerk
| Modell         | Motorart  | Leistung | Bauzeit         | Fahrwerksaufbau vorne | Fahrwerksaufbau hinten | Spurweite vorne | Spurweite hinten |
| -------------- | --------- | -------- | --------------- | --------------------- | ---------------------- | --------------- | ---------------- |
| Raeton CC      | Ottomotor | 115 kW   | 12/2017–08/2020 | MacPherson-Federbeine | Mehrlenker-Achsen      | 1568–1580 mm    | 1583–1595 mm     |
| Raeton CC 1.5T | Ottomotor | 132 kW   | 08/2020–09/2021 | MacPherson-Federbeine | Mehrlenker-Achsen      |                 |                  |
| Raeton CC 1.5T | Ottomotor | 138 kW   | seit 09/2021    | MacPherson-Federbeine | Mehrlenker-Achsen      |                 |                  |